# Hotel Métropole
Das Hotel Métropole, auch Hotel Metropol, war ein Luxushotel in Wien, 1. Bezirk, das heute vor allem als ehemalige Gestapo-Leitstelle bekannt ist. 1945 wurde das Gebäude stark beschädigt, die Hausruine nach 1948 abgerissen.

## Hotelgeschichte
Das Hotel wurde 1873 von den Architekten Carl Schumann und Ludwig Tischler zur Weltausstellung in Wien am von 1888 an Morzinplatz genannten Platz beim Franz-Josefs-Kai erbaut. (Zuvor war 1860–1863 auf diesem Grundstück nach der Demolierung der Stadtmauer das dann abgebrannte Treumann-Theater oder Quai-Theater gestanden.) Das Haus wurde von den Einheimischen angeblich als „jüdisches Sacher“ bezeichnet, weil es in der Ausstattung dem Hotel Sacher entsprochen haben soll und die Eigentümerfamilien Klein und Feix jüdischen Glaubens waren. Es war reich verziert mit korinthischen Säulen, Karyatiden und Atlanten. Der Speisesaal im Innenhof war mit Glas überdacht.
Ein berühmter Gast war Mark Twain, der dort 1897 einen Teil seines insgesamt 20 Monate langen Wienaufenthalts bis Mai 1899 verbrachte. An der Front zum Franz-Josefs-Kai 33 betrieb der Vater Stefan Zweigs die Zentrale seiner Webwarenfabrik.

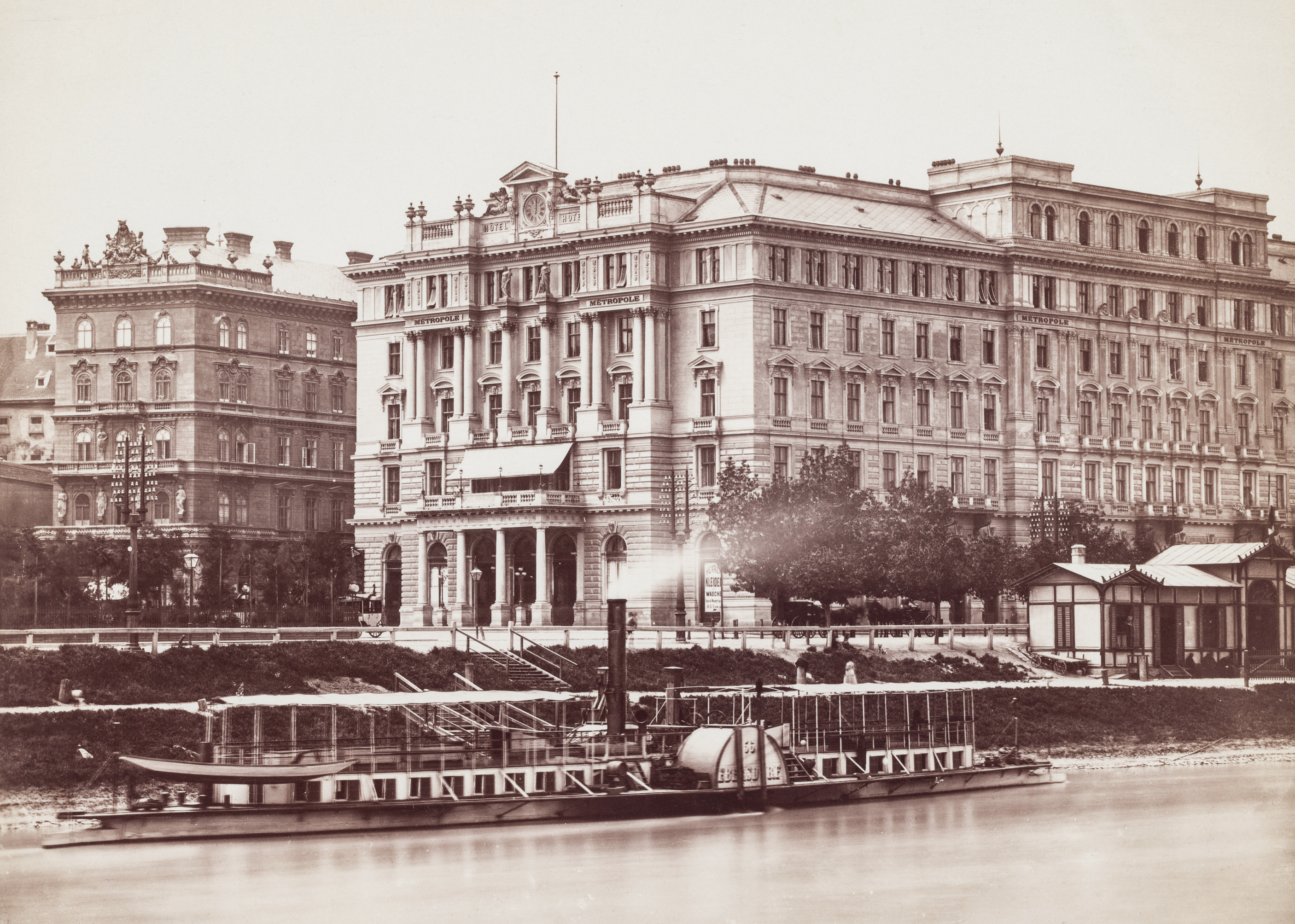
Das Hotel Métropole am Franz-Josefs-Kai um 1880, davor das DDSG-Schiff Ebersdorf
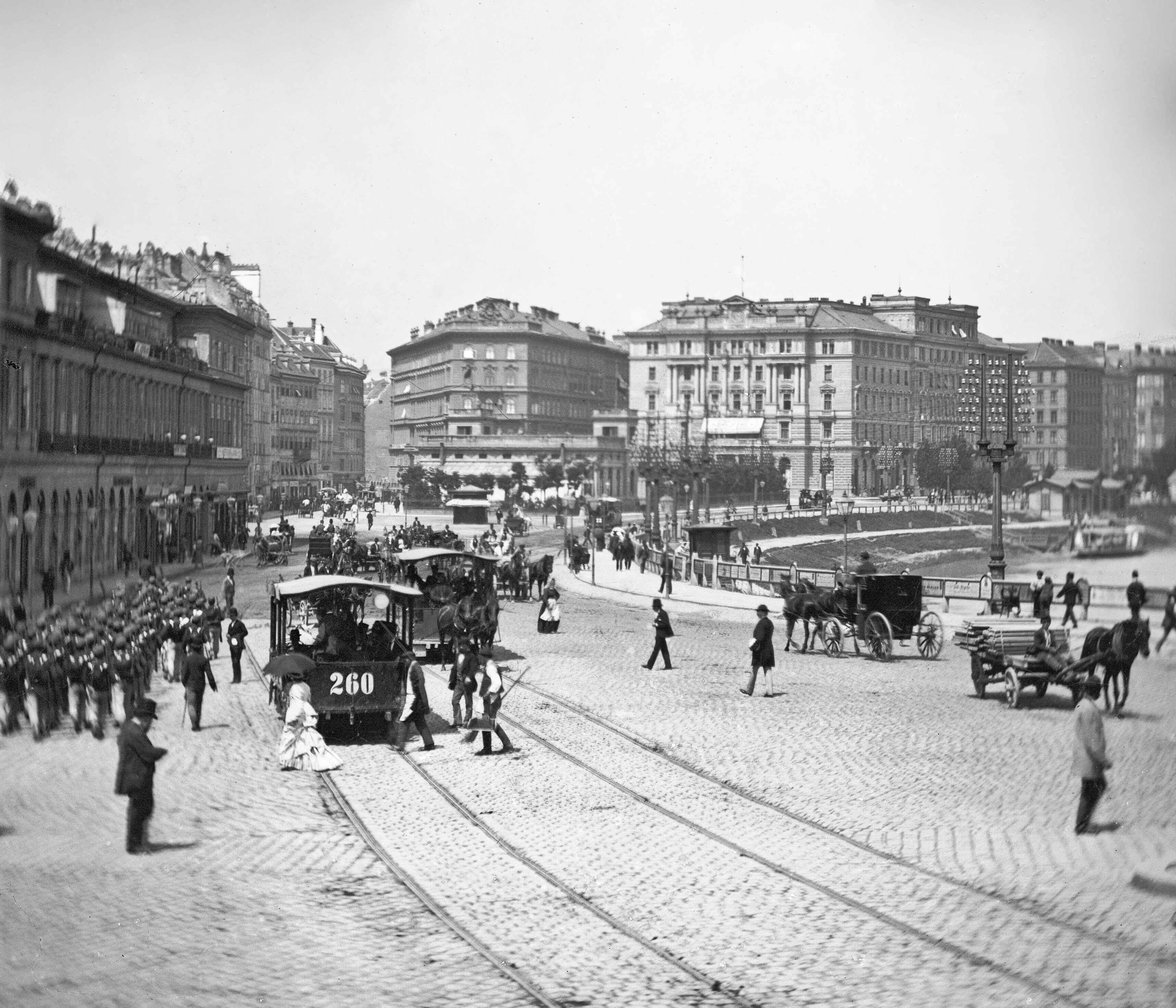
Am Franz-Josefs-Kai (1876), im Hintergrund rechts der Mitte das Hotel Métropole am Morzinplatz, Foto von Wilhelm Burger
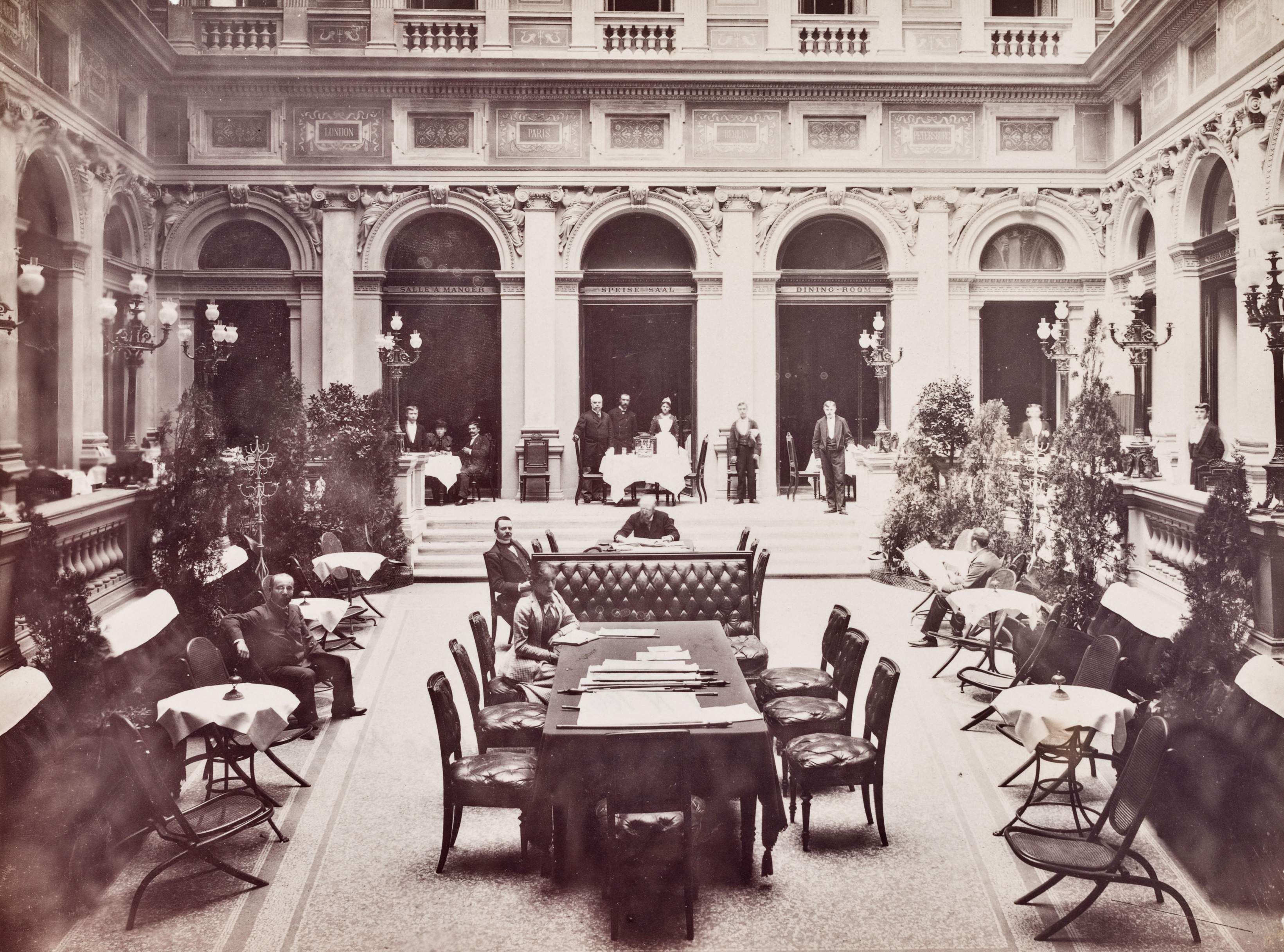
Der Speisesaal im überdachten Innenhof
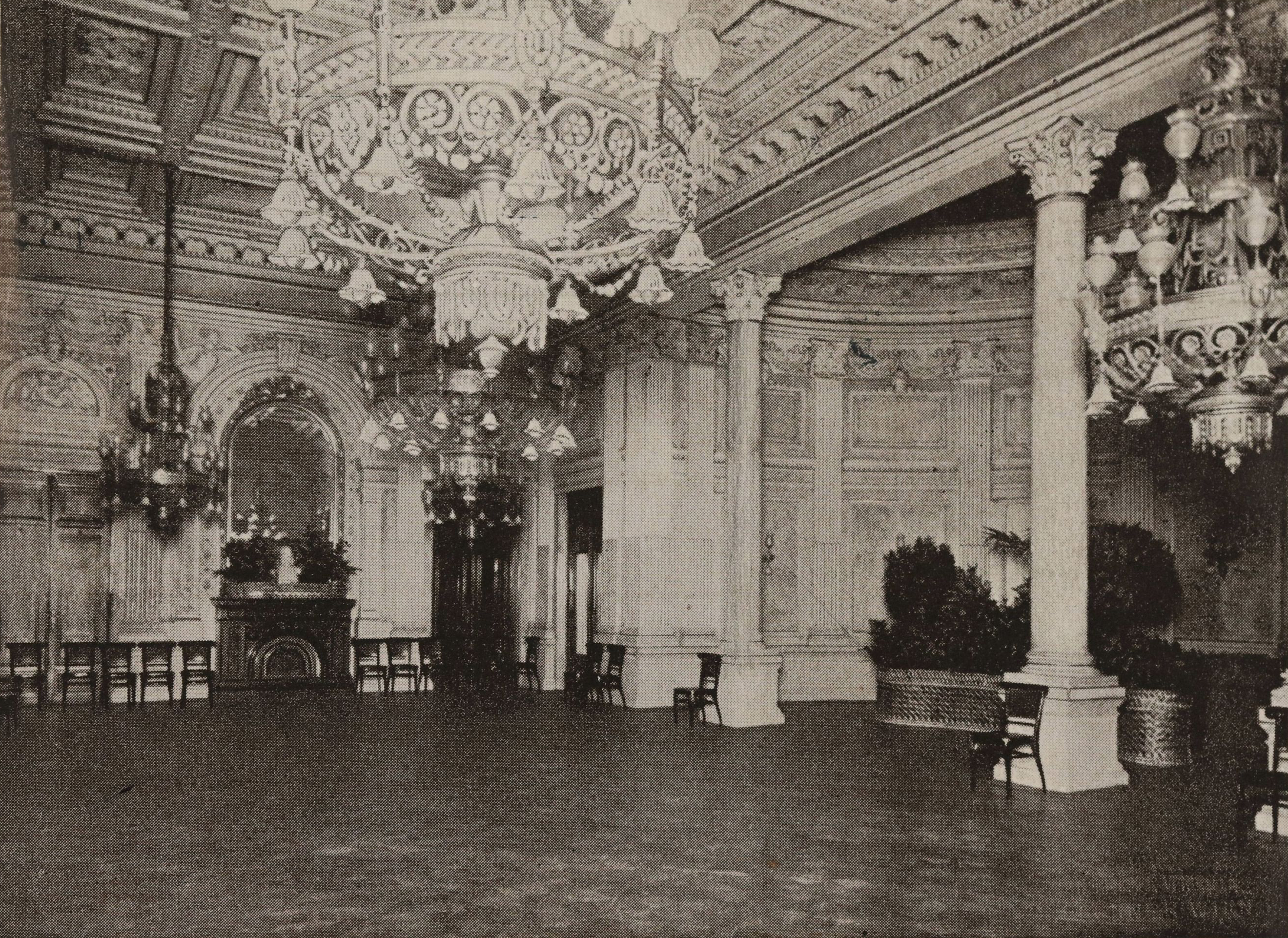
Festsaal im Hotel Métropole, ca. 1911
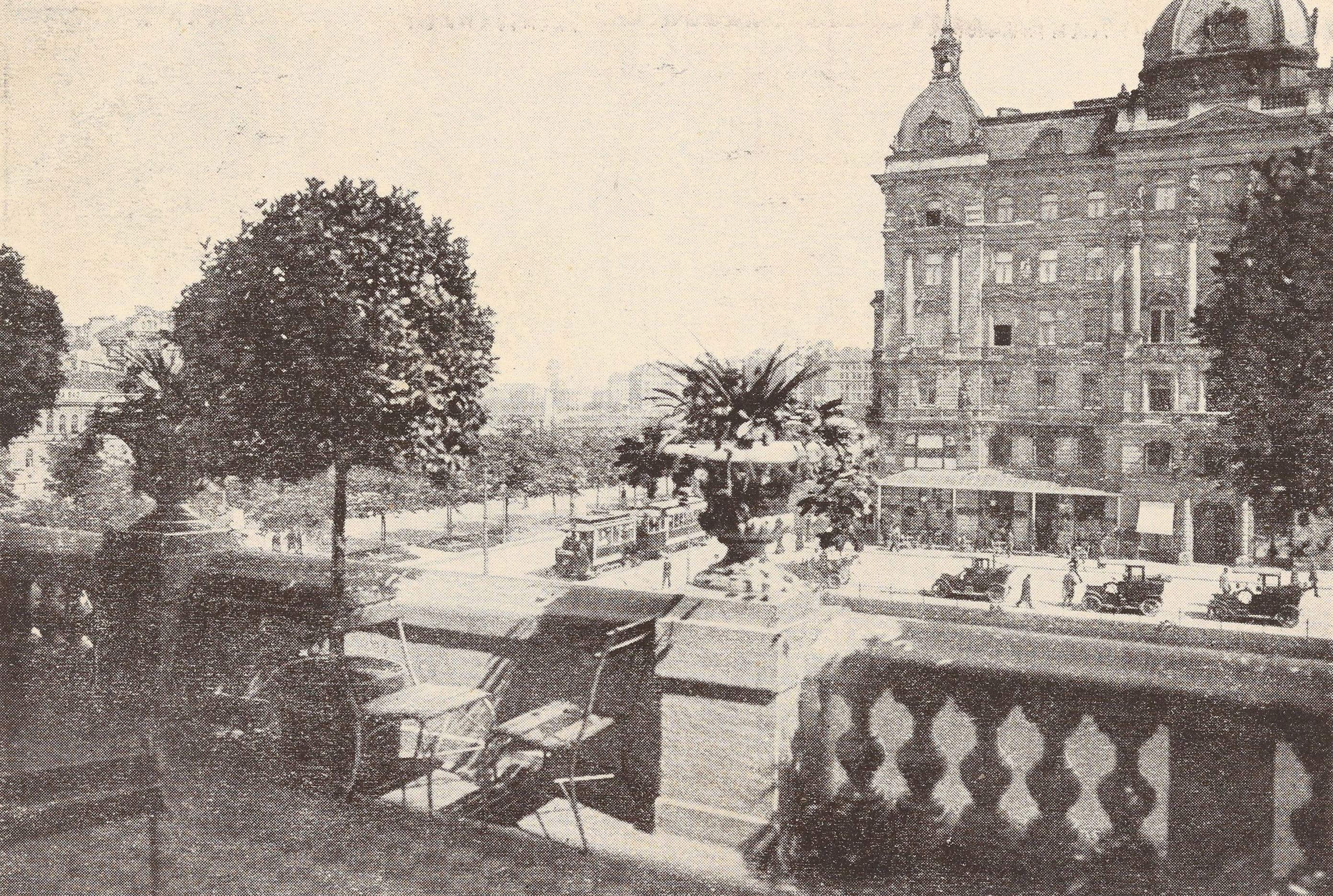
Ausblick von der Terrasse des Hotel Métropole, ca. 1912

## Gestapo-Hauptquartier

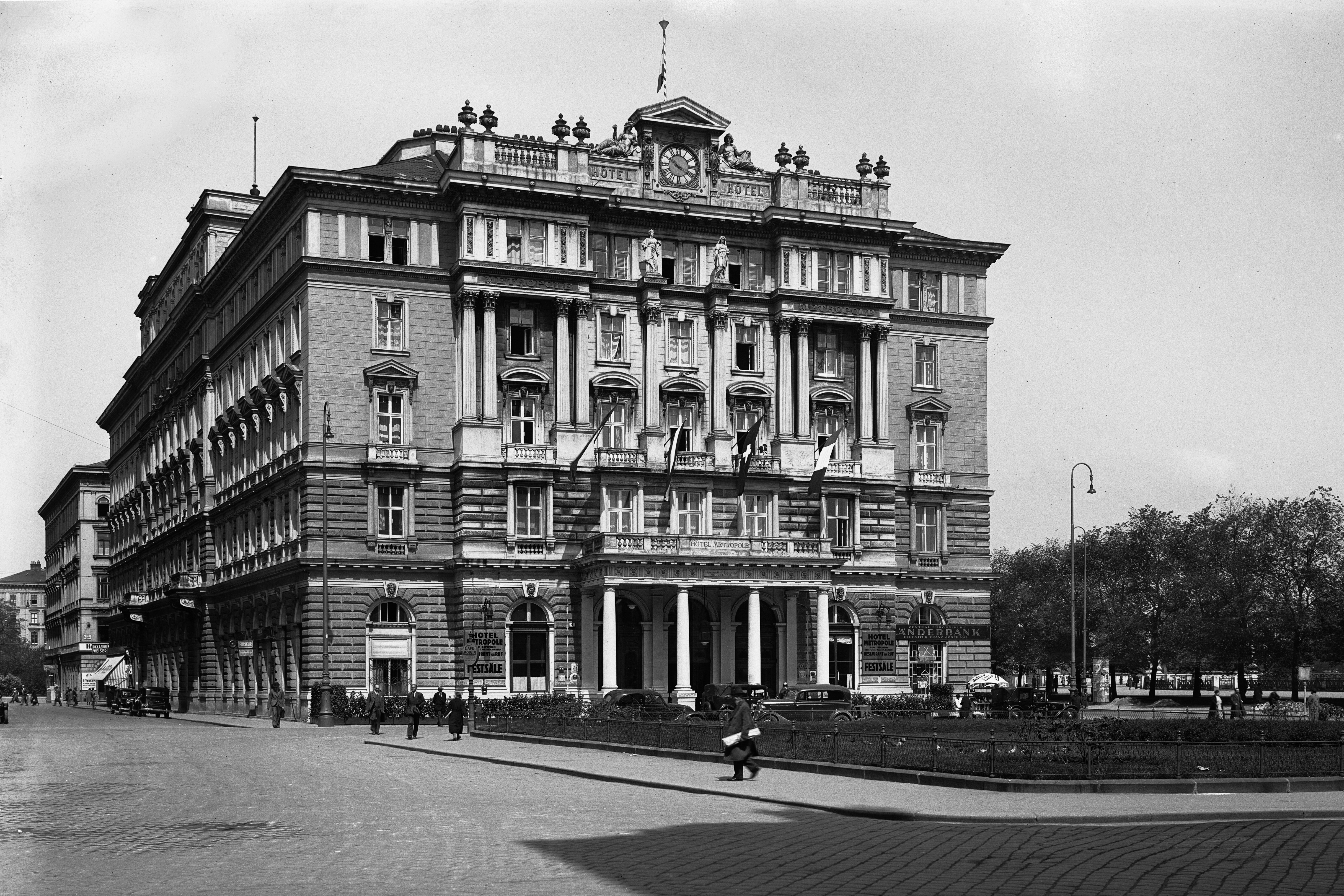
Ansicht vom Morzinplatz in den 1930er-Jahren, Fotografie von Martin Gerlach junior

Das Hotel wurde nach dem „Anschluss Österreichs“ noch im März 1938 von Reinhard Heydrich für die Gestapo, das wichtigste Instrument des NS-Terrors in Österreich, beschlagnahmt. Er richtete hier die Staatspolizeileitstelle Wien ein (und dekretierte, dass das Gebäude nicht weiter Hotel Métropole zu nennen sei). Mit 900 Beamten der Kriminalpolizei und vielen Angehörigen der SS war das Haus die größte Dienststelle der Gestapo im „Großdeutschen Reich“; die Gestapo zählte insgesamt rund 18.000 Beamte. Im Jahr 1938 plante die Widerstandsgruppe rund um Karl Burian mit den für diesen Zweck durch den ehemaligen Eigentümer Markus Friediger bereitgestellten Bauplänen des Hotels die Sprengung dieses Gestapo-Hauptquartiers, jedoch wurde vor der Verwirklichung des Planes die Widerstandsgruppe verhaftet. Markus Friediger (geb. 1875 in Andrychów) wurde 1941 mit seiner Frau Hedwig (geb. Klein) von Köln nach Riga deportiert und im Holocaust ermordet.
Über fünfhundert Menschen mussten täglich zum Verhör in das Gebäude kommen, unter Gefahr dann inhaftiert zu werden. Bei den Vernehmungen und in den Zellen im Keller des Hotels Métropole wurden die Häftlinge von den Gestapo-Beamten teilweise schwer gefoltert. Physische und psychische Misshandlung standen an der Tagesordnung. Und wenn die Häftlinge später bei den Volksgerichtshofverhandlungen die Folter und unwürdige Behandlung anführten, wurde ihnen von den Richtern nicht geglaubt, wie zum Beispiel bei der Verhandlung über die österreichische Widerstandsgruppe rund um Kaplan Heinrich Maier. Im Sommer 1938 war der letzte Bundeskanzler des Ständestaates, Kurt Schuschnigg, hier Monate lang inhaftiert, bevor er nach München verlegt wurde. Schuschnigg „bewohnte“ ein Zimmer; er wurde (im 8-Stunden-Schichtdienst) von je einem Wachhabenden und sechs Wachtmeistern gleichzeitig bewacht, die diesen Dienst geheim halten mussten. (Allein zu Schuschniggs Bewachung waren somit 21 Mann tätig.) Wurde auf Wunsch des Häftlings ein Fenster geöffnet, hatte er sich im Raum so aufzuhalten, dass er vom gegenüberliegenden Gebäude aus nicht gesehen werden konnte. Auch auf das Gang-WC musste er von einem Bewacher begleitet werden; er durfte sich unter Bewachung selbst rasieren. Im Zimmer neben Schuschnigg wurde, unter ähnlichen Haftbedingungen, der vermögende Bankier Louis Nathaniel von Rothschild über ein Jahr lang gefangen gehalten und erst nach der Preisgabe seines gesamten österreichischen Besitzes freigelassen. Die Isolation der Gefangenen war so rigoros, dass die Insassen erst nach dem Krieg erfuhren, wer sich im Zimmer direkt nebenan befand.
Erster Chef der Wiener Gestapo-Zentrale war von März 1938 bis Dezember 1944 der Münchner Kriminalrat und SS-Brigadeführer Franz Josef Huber, zugleich Inspekteur der Sicherheitspolizei und des SD. Er wurde abgelöst durch den SS-Standartenführer Rudolf Mildner. Beide wurden trotz ihrer führenden Positionen nach dem Krieg nur milde bestraft.
Das Führungspersonal der Wiener Gestapo bestand bis 1942 und ab 1944 zu ca. einem Drittel aus Reichsdeutschen, dazwischen zu einem Viertel. Der Großteil des Führungspersonals wurde aus den vorher „illegalen österreichischen Nationalsozialisten“ und anpassungsfähigen Polizeibeamten des Schuschnigg-Regimes ausgewählt.

## Kriegsschäden und Abriss
Am 12. März 1945 brannte das ehemalige Métropole bei dem schweren Luftangriff auf Wien aus. Allerdings gibt es auch Zeugenaussagen, denen zufolge der Brand, nach relativ geringen Bombenschäden, von der Gestapo zwecks Spurenvernichtung Anfang April 1945 selbst gelegt worden sei. Noch in dem 1948 in Wien gedrehten Trümmerfilm Der dritte Mann ist in einer Einstellung die gespenstische Ruine des Gestapo-Hauptquartiers zu erkennen. Dann wurden die Reste des Gebäudes abgerissen.

## Aufarbeitung und Erinnerung nach 1945

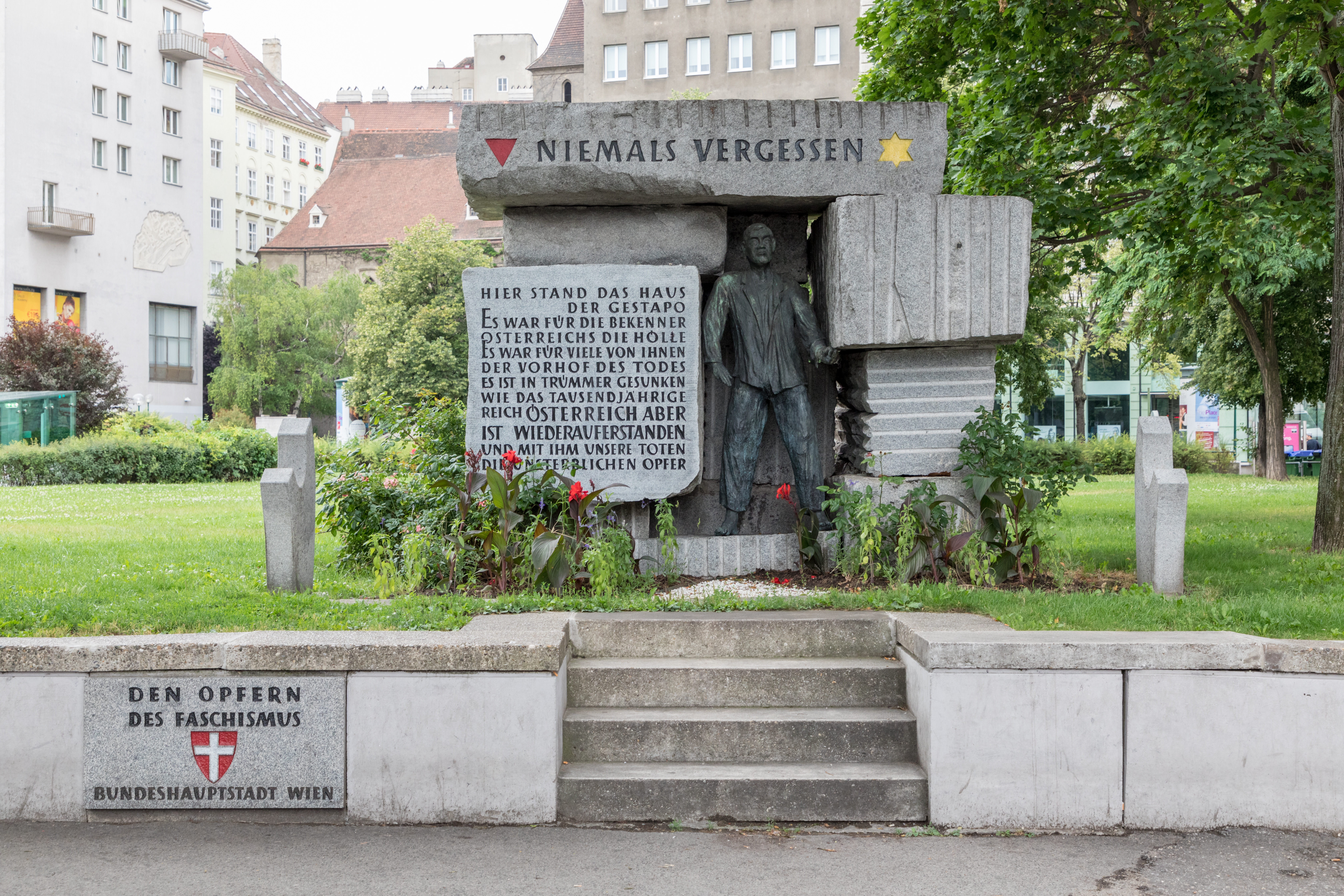
Mahnmal für die Gestapo-Opfer auf dem Morzinplatz

Von 7. bis 21. September 1947 richtete der Jurist und als Widerstandskämpfer ehemalige Gefangene der Gestapo Clemens Pausinger im Landesgericht für Strafsachen Wien eine Ausstellung ein, in der über 1000 Fotos ehemaliger Gestapo-Mitarbeiter zur Schau gestellt wurden. Daneben wurde ein Modell der vormaligen Gestapoleitstelle mit nummerierten Verhör- und Hafträumen aufgestellt. Man erhoffte sich so, von ehemaligen Gefangenen Hinweise über die genauen Vorgänge dort zu erhalten, um die schleppende Verfolgung und Ausforschung von Mitgliedern der Gestapo zu unterstützen. Die Ausstellung war derart gut besucht, dass die Bevölkerung gebeten wurde, um den Gerichtsbetrieb nicht zu behindern, nur Meldeblätter auszufüllen und von persönlicher Vorsprache in den Kanzleiräumen der Untersuchungsrichter abzusehen.
Nachdem das Vorhaben, eine Gedenkstätte für die Opfer des nationalsozialistischen Regimes zu errichten, immer wieder verzögert wurde oder scheiterte, wurde im Jahr 1951 im Rahmen einer politischen Kundgebung des KZ-Verbands ohne Genehmigung ein Gedenkstein am Morzinplatz errichtet und enthüllt. Er trug die Inschrift:
„Hier stand das Haus der Gestapo.

Es war für die Bekenner Österreichs die Hölle

es war für viele von ihnen der Vorhof des Todes.

Es ist in Trümmer gesunken wie das 1000 jährige Reich.

Österreich aber ist wieder auferstanden und mit ihm

unsere Toten, die unsterblichen Opfer.“
1985 wurde dieser Gedenkstein von der Stadt Wien durch das heute bestehende Mahnmal ersetzt. Es besteht aus einer Bronzefigur, die von acht Granitblöcken umringt ist. Der oberste Block trägt die Aufschrift „Niemals vergessen“ und ist von einem roten Winkel und einem Judenstern flankiert. Ein weiterer Block trägt die Inschrift des ersten Gedenksteins. Gestaltet wurde das Mahnmal von Leopold Grausam.
Am 13. Juni 2015 wurde im Zuge einer Kunstaktion, Gedenkfeier und Podiumsdiskussion im Rahmen des Theaterfestivals Wiener Festwochen ein Denkmal für die Gruppe Überlebender errichtet, die 1951 an derselben Stelle ein nicht bewilligtes Denkmal für die am Morzinplatz von der Gestapo Ermordeten errichtet hatte (siehe oben).
Der siebeneckige Gedenkstein trägt die Inschrift: Was sie unterließ, haben wir getan. Den Errichter_innen eines nie errichteten Obelisken am 11. April 1951 um 19 Uhr 20. Die Inschrift zitiert aus einem Bericht der Zeitschrift des KZ-Verbands Der Neue Mahnruf aus dem Jahr 1951: „Allgemein fiel auf, daß dieser Gedenkstein, der an den Tod vieler tausender Wiener Patrioten erinnert, nicht von einem offiziellen Vertreter der Wiener Gemeindeverwaltung in Obhut genommen wurde. Das kann nur jene überraschen, die nicht wissen, daß sich unser Verband schon seit Jahren, leider erfolglos, bemüht, die Wiener Gemeindeverwaltung zu veranlassen, aus eigenem an dieser Stelle ein Mahnmal zu errichten. Was sie unterließ, haben wir getan.“ Mit der Aktion sollte auch auf das Fehlen eines Denkmals für die homosexuellen und Transgender-Opfer des Nationalsozialismus hingewiesen werden.

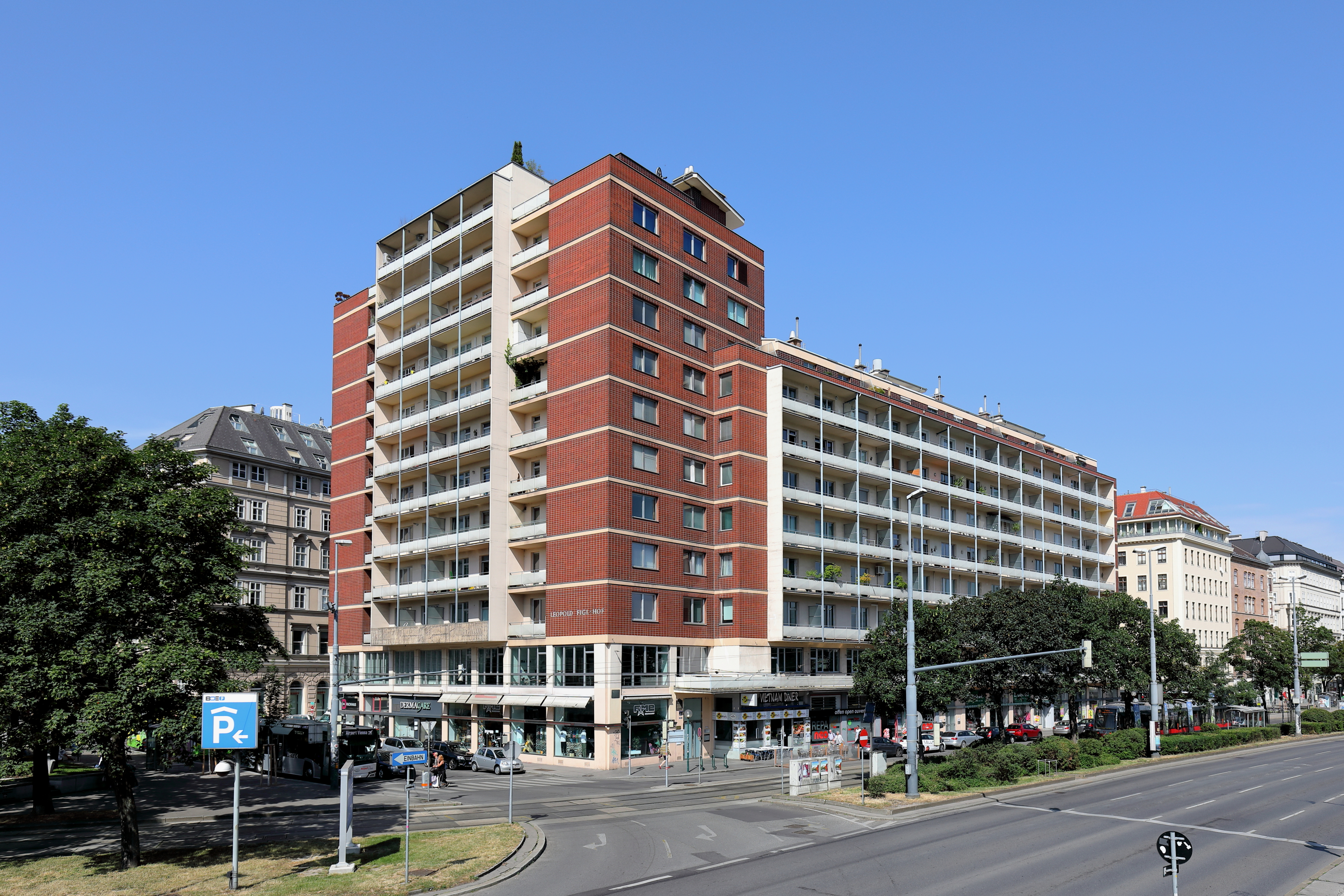
Die acht- bis zwölfgeschoßige Wohnhausanlage „Leopold-Figl-Hof“; am Standort des Hotels Métropole von 1963 bis 1967 errichtet

Im Jahr 1968 wurde auf dem Grundstück der Leopold-Figl-Hof erbaut, benannt nach Leopold Figl, dem ersten Bundeskanzler der Republik Österreich nach der NS-Zeit. An der zum Morzinplatz gekehrten Seite des Gebäudes befindet sich ein Gedenkrelief für die Opfer des Nationalsozialismus. An der anderen Seite des Häuserblocks, in der Salztorgasse 6, wurde ein Gedenkraum eingerichtet, der 2011 renoviert und durch eine neu konzipierte Ausstellung über das Hotel Métropole und seine Häftlinge ergänzt wurde. Er wird vom Dokumentationsarchiv des österreichischen Widerstandes betreut.
Der Name „Hotel Métropole“ wurde seit dem Krieg für kein Wiener Hotel mehr ausgesucht.

## Rezeption
In Stefan Zweigs Schachnovelle (1941) spielt das Hotel Métropole als Gestapo-Zentrale mit ihren unmenschlichen Isolationshaftbedingungen und Verhören eine zentrale Rolle. Auch ein Großteil des Films Schachnovelle, der auf der Novelle basiert, spielt in dem ausdrücklich so bezeichneten Metropol Hotel in Wien, das als Dienststelle der Gestapo genützt wird. Einige Szenen des Romans Der Trafikant (2012) von Robert Seethaler finden im bzw. vor dem Hotel Métropole nach seiner Umfunktionierung zur Gestapo-Zentrale nach dem „Anschluss“ statt. Am ausführlichsten mit dem Hotel beschäftigt hat sich bislang Fritz Lehner in seiner Romantrilogie Hotel Metropol (erschienen 2005–2006).